# Praeacrospila xiphialis
Praeacrospila xiphialis is een vlinder uit de familie van de grasmotten (Crambidae). De wetenschappelijke naam van deze soort is voor het eerst voorgesteld als Botys xiphialis door Francis Walker in een publicatie uit 1859.
De soort komt voor in Brazilië.